# Spodek

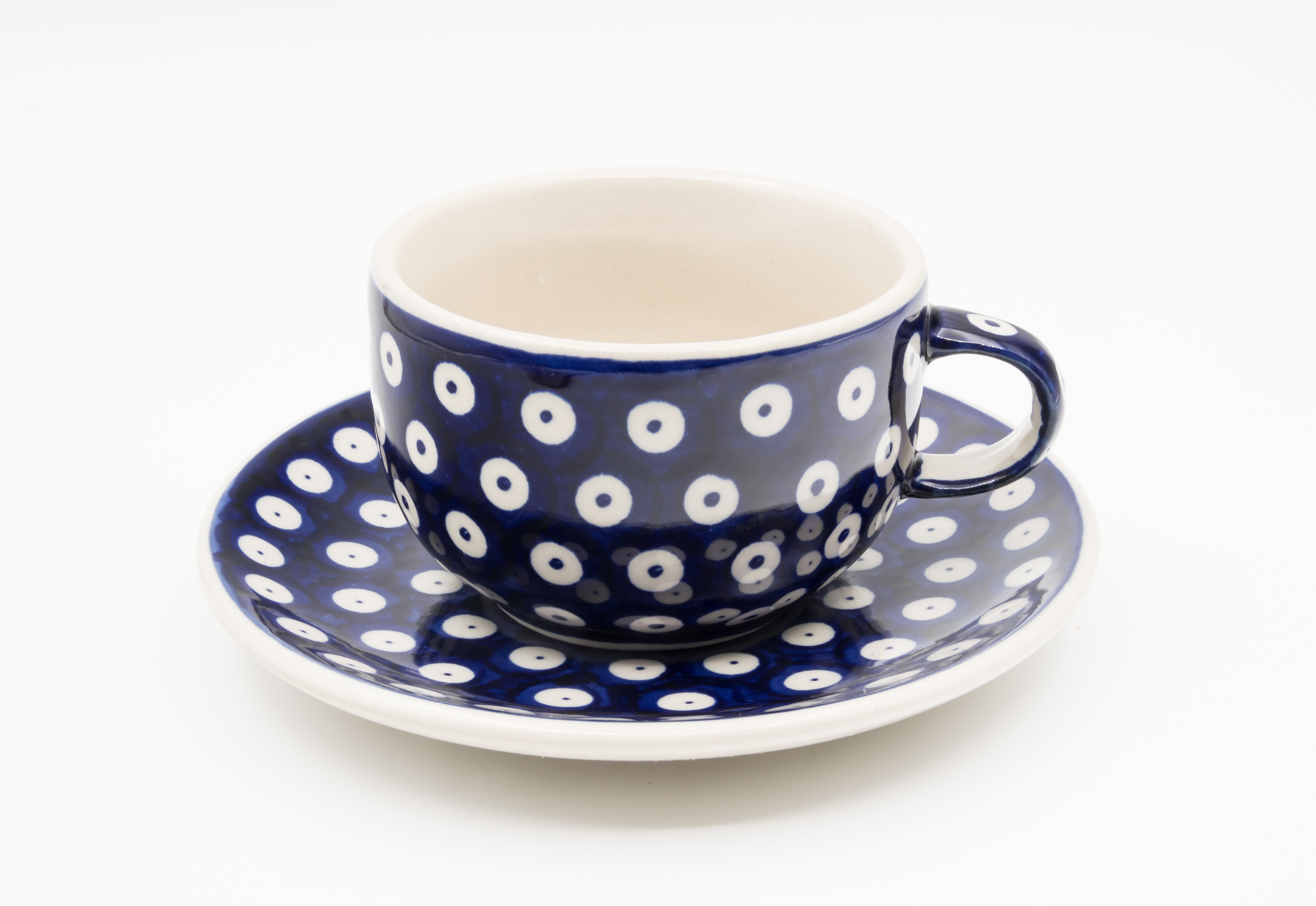
Filiżanka i spodek z ceramiki bolesławieckiej

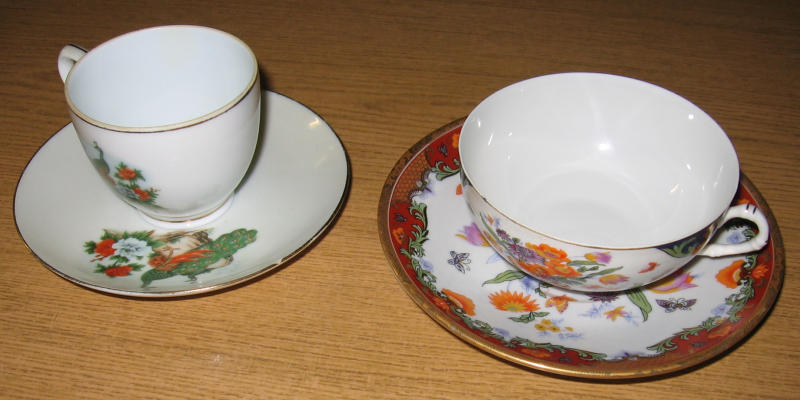
Filiżanki do kawy (mniejsza, z lewej) i herbaty stojące na spodkach

Spodek – talerz o niewielkiej średnicy, służący zazwyczaj jako podstawka pod filiżankę lub szklankę. Najczęściej jest dobierany w ramach tego samego kompletu zastawy stołowej, wówczas spodek wykonany jest z tego samego materiału, co naczynie, do którego jest przeznaczony: do szklanki – ze szkła, do porcelanowej filiżanki – z porcelany. Jeśli jest zdobiony (malowany, czasem nacinany), to najczęściej w ten sam sposób, co szklanka lub filiżanka.